# 長門国の式内社一覧
長門国の式内社一覧（ながとのくにのしきないしゃいちらん）は、『延喜式』第9巻・第10巻「神名帳上下」（延喜式神名帳）に記載のある神社、いわゆる「式内社」およびその論社のうち、長門国に分類されている神社の一覧。
また『延喜式』神名帳の編纂当時に存在したが同帳に記載の無い神社、いわゆる「式外社」についても付記する。

## 式内社
『延喜式』神名帳では、大社3座1社（名神大社）・小社2座2社の計5座3社を記載。
1）「神名帳」列は、『延喜式 上巻』（大岡山書店、昭和4年、国立国会図書館デジタルコレクション）等における『延喜式』神名帳の記載を基に作成。社名表記は神社史料集成（5を参照）における字体（異体字がある場合には新字体・通用性の高い字体を使用）を基準とした。読みの「-」部分は、「神社」以外で仮名が振られていない部分。「○座」は座数を表し、一座の場合は記載していない。

2）格の「名神大」は名神大社を、「大」は式内大社（名神大社除く）を、「小」は式内小社を意味する。付記は社名とともに記されているもので、一部は「式内社#式内社の社格」を参照。

3）比定社が複数ある場合、最も有力なものを無冠で示し、他の論社には「（論）」を冠した。

4）本来の式内社とは認めがたいものの、式内社を合祀したなどその後継を主張するもの、その他参考の神社には「（参）」を冠した。

| 神名帳                     | 神名帳        | 神名帳   | 神名帳 | 比定社   | 比定社                 | 比定社     | 集成 |
| 社名                       | 読み          | 格       | 付記   | 社名     | 所在地                 | 備考       | 集成 |
| -------------------------- | ------------- | -------- | ------ | -------- | ---------------------- | ---------- | ---- |
| 豊浦郡 5座（大3座・小2座） |               |          |        |          |                        |            |      |
| 住吉坐荒御魂神社 三座      | -アラミタマノ | 並名神大 |        | 住吉神社 | 山口県下関市一の宮住吉 | 長門国一宮 |      |
| 忌宮神社                   | イムミヤノ    | 小       |        | 忌宮神社 | 山口県下関市長府宮ノ内 | 長門国二宮 |      |
| 村屋神社                   | ムラヤノ      | 小       |        | 杜屋神社 | 山口県下関市豊浦町黒井 |            |      |

## 式外社
『延喜式』神名帳の編纂当時に存在したが、同帳に記載の無い神社。
| 文献         | 文献                                        | 比定社         | 比定社                 | 比定社 | 集成 |
| 神名         | 記事                                        | 社名           | 所在地                 | 備考   | 集成 |
| ------------ | ------------------------------------------- | -------------- | ---------------------- | ------ | ---- |
| 壬生神       | 『文徳実録』仁壽元年（851年）10月8日条      | 壬生神社       | 山口県美祢市秋芳町別府 |        |      |
| 意久神       | 『日本三代実録』貞観15年（873年）12月15日条 | 豊神社         | 山口県下関市大字伊倉   |        |      |
| 武智石打命神 | 『日本三代実録』貞観15年（873年）12月15日条 | 合祀：川北神社 | 山口県下関市綾羅木     |        |      |